# دونالد دورفمان
دونالد دورفمان (بالإنجليزية: Donald D. Dorfman) هو أستاذ جامعي وعالم نفس أمريكي، ولد في 11 يونيو 1933 في فيلادلفيا في الولايات المتحدة، وتوفي في 15 أبريل 2001 في آيوا سيتي في الولايات المتحدة بسبب لمفوما.